# Лэнгли, Нэнси
Нэ́нси Лэ́нгли (англ. Nancy Langley, в замужестве Нэ́нси Ри́чард, англ. Nancy Richard) — американская кёрлингистка.
В составе женской сборной США участница четырёх чемпионатов мира (лучший результат — пятое место в 1979). Четырёхкратная чемпионка США среди женщин.
Играла на позиции четвёртого, была скипом команды.
В 2001 введена в Зал славы Ассоциации кёрлинга США (англ. United States Curling Association Hall of Fame) (первая женщина, введённая в Зал славы как «кёрлингист» — введённые до неё женщины были в категории «организатор», англ. «builder»).

## Достижения
- Чемпионат США по кёрлингу среди женщин: золото (1979, 1981, 1983, 1988).

## Команды
| Сезон   | Четвёртый    | Третий           | Второй       | Первый       | Турниры                        |
| ------- | ------------ | ---------------- | ------------ | ------------ | ------------------------------ |
| 1978—79 | Нэнси Лэнгли | Долорес Уоллес   | Лесли Фрош   | Нэнси Уоллес | ЧСШАЖ 1979 · ЧМ 1979 (5 место) |
| 1980—81 | Нэнси Лэнгли | Кэрол Даль       | Лесли Фрош   | Нэнси Уоллес | ЧСШАЖ 1981 · ЧМ 1981 (8 место) |
| 1982—83 | Нэнси Лэнгли | Долорес Кэмпбелл | Нэнси Уоллес | Лесли Фрош   | ЧСШАЖ 1983 · ЧМ 1983 (8 место) |
| 1987—88 | Нэнси Лэнгли | Нэнси Пирсон     | Лесли Фрош   | Мэри Хобсон  | ЧСШАЖ 1988 · ЧМ 1988 (7 место) |
| 2004—05 | Нэнси Ричард | Doreen Deaver    | Лесли Фрош   | Miyo Konno   | ЧСШАЖ 2005 (9 место)           |

(скипы выделены полужирным шрифтом)

## Частная жизнь
Её сестра Лесли Фрош — тоже кёрлингистка, играет в одной команде с Нэнси, они вместе становились чемпионками США и участвовали в чемпионатах мира.